# Glinka ogniotrwała
Glinka ogniotrwała – ilasta skała osadowa o barwie od jasnoszarej do brunatnoczarnej, niekiedy czerwonawa.
Jej głównym składnikiem jest kaolinit, prócz tego zawiera illit, kwarc, rutyl i zwęglone szczątki roślinne. Dobrej jakości glinkę ogniotrwałą cechuje plastyczność. Poprzez ciśnienie warstw nadległych skała ta twardnieje i przechodzi w łupki ogniotrwałe. W Polsce występuje w Górach Świętokrzyskich, na Dolnym Śląsku i w okolicach Krakowa.
Używana jako surowiec w produkcji materiałów ogniotrwałych w przemyśle ceramicznym, w przemyśle chemicznym, papierniczym i gumowym. Wykorzystuje się ją także jako środek oczyszczający, np. do oczyszczania wody, olei. Cegły z glinki ogniotrwałej służą do wyrobu cegieł lub płytek umieszczanych np. we wnętrzu pieców, kominków, kominów. Zwykle wytworzone materiały wytrzymują temperaturą do 1650°C, przy wysokiej odporności do 1775°C.